# S&Bちびっ子健康マラソン大会
S&B杯ちびっ子健康マラソン（エスビーはいちびっこけんこうマラソン）は、エスビー食品株式会社が主催する小学生を対象とした長距離走大会。

## 概要
瀬古利彦が所属したことで長距離走界に関わりの深いヱスビー食品が、「21世紀を担う人づくり」をテーマにスポーツを通じて心身ともに健康な子供たちを育成することを第一の目的として、1984年から開催している。日本全国の各地域における地方大会およびその優秀選手による全国大会が実施されており、2015年時点で延べ135万人が参加している。小学生を対象とした長距離走大会としては、全国最大規模のものとなっている。
地方大会は当地のスーパーマーケットとの共催になる。「SB・○○杯」との冠が付き、参加募集もスーパー店頭や地元マスメディアで告知される。

## ルール
距離は参加者の所属する学年により下記の通り異なる。
- 1・2年生 1.5km
- 3・4年生 2.0km
- 5・6年生 3.0km

## 賞品
各学年および性別毎に表彰が行われ、1位にはトロフィー・メダル・表彰状、2位と3位には盾・メダル・表彰状、また大会によっては4-6位にも表彰状が贈られる。参加費が無料(一部地域を除く)であるにもかかわらずその他参加者全員に記念Tシャツ、S&Bの商品（カレーの王子さまなど）、記録証が与えられる。また、参加賞としてお土産も貰うことができる。

## 関連人物
- 芳田司
- 芳田真